# Bence Biczó
Bence Biczó, né le 19 janvier 1993 à Pécs, est un nageur hongrois, spécialiste du papillon.

## Biographie
Médaillé d'or aux Jeux olympiques de la jeunesse en 2010, il est champion d'Europe junior du 200 mètres papillon en 2010, compétition où il termine également troisième du 100 mètres, et de l'édition suivante. Dans les championnats séniors, il remporte une médaille de bronze aux Championnats d'Europe en petit bassin 2010 puis l'argent des Championnats d'Europe 2012 en grand bassin, argent qu'il confirme en 2014 à Berlin.